# ریسا تسوباکی
ریسا تسوباکی (انگلیسی: Risa Tsubaki؛ زادهٔ ۸ سپتامبر ۱۹۷۹) صداپیشه اهل ژاپن است.